# Asana Inc.
Asana, Inc. ist ein US-amerikanisches Softwareunternehmen. Sein Hauptprodukt ist die gleichnamige Web- und Mobilanwendung, die Teams und Gruppen bei der Organisation, Verfolgung und Verwaltung ihrer Arbeit oder Projekten unterstützen soll.
Es wurde 2008 von Facebook-Mitbegründer Dustin Moskovitz und Ex-Google, Ex-Facebook-Ingenieur Justin Rosenstein, gegründet, die beide daran arbeiteten, die Produktivität der Mitarbeiter bei Facebook zu verbessern. Das Programm wurde im April 2012 kommerziell eingeführt. 2018 hatte Asana über 50.000 Kunden, darunter Großunternehmen wie IBM, Uber und Anheuser-Busch InBev.

## Geschichte
Moskovitz und Rosenstein verließen Facebook 2008, um Asana (benannt nach dem Sanskrit-Wort Asana) zu gründen, das offiziell im November 2011 kostenlos in der Beta-Phase und im April 2012 kommerziell gestartet wurde. Das Unternehmen gab bekannt, dass sie im Frühjahr 2011 eine Investition von 1,2 Millionen US-Dollar von Investoren wie Ron Conway, Peter Thiel, Mitch Kapor, Owen van Natta, Sean Parker und dem ehemaligen Facebook-Mitarbeiter Jed Stremel erhalten hatte, gefolgt von einer weiteren Finanzierungsrunde in Höhe von 9 Millionen US-Dollar unter der Leitung von Benchmark Capital Ende November 2011.
Am 23. Juli 2012 kündigte Asana eine 28-Millionen-Dollar-Finanzierungsrunde an, die von Peter Thiel und dem Founders Fund zusammen mit den bestehenden Investoren Benchmark, Andreessen Horowitz und Mitch Kapor angeführt wurde. Thiel trat dann auch in den Verwaltungsrat von Asana ein. Einem Artikel in der New York Times zufolge wurde das Unternehmen 2012 mit einem Wert 280 Millionen Dollar bewertet. Zu den weiteren Investoren zählten neben verschiedenen institutionellen Anlegern auch der Facebook-Gründer Mark Zuckerberg. Im Dezember 2018 wurde der Wert des Unternehmens auf 1,5 Milliarden Dollar beziffert.
Im August 2020 kündigte Asana seinen Börsengang an. Dieser erfolgte im September 2020 an der New York Stock Exchange.

## Produkt
Asana ist eine Anwendung unter dem Konzept Software-as-a-Service zur Verbesserung der Teamzusammenarbeit und des Arbeitsmanagements. Es unterstützt Teams bei der Verwaltung von Projekten und Aufgaben in einem einzigen Tool. Teams können direkt in Asana Projekte erstellen, Teamkollegen Arbeit zuweisen, Fristen festlegen und über Aufgaben kommunizieren. Es umfasst auch Berichtswerkzeuge, Dateianhänge, Kalender und mehr. Es kam 2012 auf den Markt und wurde nach und nach um neue Anwendungen ergänzt.